# Stazione di Bosco Redole
La stazione di Bosco Redole è una stazione ferroviaria posta nel punto di separazione fra le linee Termoli-Venafro e Campobasso-Benevento. Attiva solo per traffico turistico, si trova nella contrada di Bosco Redole, località del comune di San Giuliano del Sannio.

## Storia
Fin dall'apertura delle linee ferroviarie Benevento-Campobasso e Isernia-Campobasso, all'altezza del bivio che divideva queste due linee si costruì un casello per dirigere il traffico ferroviario denominato "P.M. Bivio Bosco Redole". Nel 1908 il P.M. diventa "Bivio Bosco Redole".
Il 1º luglio 1950, in seguito alle richieste di alcuni contadini della zona, il Posto di Movimento, munito di un edificio per ospitare il capostazione e una piccola sala d'attesa, venne trasformato in stazione, abilitata al servizio viaggiatori e bagagli, che tuttavia non riscosse un grande successo, data la posizione molto isolata e lo scarso numero di convogli che vi fermavano. Dal punto di vista ferroviario l'impianto continuava a essere un semplice bivio, con rare possibilità di incroci tra convogli.
Con il passare degli anni sempre meno convogli fermavano a Bosco Redole (in ultimo solo due e poi una coppia della direttrice Benevento-Campobasso, mentre già dal 1996 non fermava nessun treno sulla linea Termoli-Venafro): nonostante questo si realizzò, agli inizi degli anni 1990, un nuovo piccolo fabbricato sia per il servizio passeggeri (mai utilizzato), sia per la dirigenza del movimento. Venne anche costruito, poco oltre il punto di bivio un secondo binario, che permetteva così gli incroci.
Dal 2004 la stazione viene chiusa al traffico passeggeri mentre continuò ad essere presenziata da Dirigente Movimento fino al 2012 per gestire il traffico sul bivio.
Dal febbraio 2012 la stazione ha subito un evidente cambiamento nella disposizione dei binari. Le funzioni di bivio e di incrocio, prima distinte, ora vengono svolte in un unico impianto (è divenuta così una stazione di bivio), così da permettere la percorrenza di tale impianto a velocità superiori a quanto possibile in precedenza: viene in particolare agevolata la direttrice Vairano-Campobasso per la quale l'impianto è percorribile, trovandosi sul binario di corretto tracciato, alla stessa velocità massima di linea.
Dal 2019, la stazione è nuovamente in esercizio, anche se solo a fini turistici.

## Strutture e impianti
Bosco Redole è dotata di un fabbricato viaggiatori chiuso e inutilizzato: alcuni locali erano sede della dirigenza del movimento. All'interno si contano due binari passanti, serviti da due banchine e collegati tramite una passerella. Non è presente scalo merci. Nei pressi della stazione è presente un ex casello ferroviario recante la chilometrica 0+118.
Dal mese di gennaio 2012 la stazione è impresenziata e gestita in telecomando dal DCO avente sede in Bari.